# 東京映画撮影所
東京映画撮影所（とうきょうえいがさつえいじょ）は、かつて存在した日本の映画スタジオである。1953年（昭和28年）に連合映画が連合映画撮影所（れんごうえいが-）として開所した。1962年（昭和37年）に東京映画の「東京映画撮影所」が同地に移転した。

## データ
- 所在地 東京都世田谷区船橋3-4

北緯35度39分7.04秒 東経139度37分33.14秒 / 北緯35.6519556度 東経139.6258722度

## 名称の変遷
| 年号   | 名称           | 経営会社 | 備考                 |
| ------ | -------------- | -------- | -------------------- |
| 1953年 | 連合映画撮影所 | 連合映画 | 開所                 |
| 1962年 | 東京映画撮影所 | 東京映画 | 連合映画からレンタル |
| 1980年 |                |          | 更地・売却           |

## 略歴・概要

### 連合映画撮影所
1953年（昭和28年）2月28日、連合映画がレンタルスタジオ連合映画撮影所として開所した。隣接して俳優の森繁久彌邸があり、同邸前の通りは「森繁通り」と呼ばれた。
連合映画は、東宝を公職追放で離れた森岩雄が代表をつとめる映画会社で、1951年（昭和26年）には新東宝と提携し、田中重雄監督、久慈あさみ主演の映画『女豹の地図』を製作した会社である。森は同年東宝に顧問として復帰、翌年に取締役に返り咲き、連合映画の企業としての役割は変わる。
同撮影所では、1956年（昭和31年）に、エノケンこと榎本健一主演、小田基義監督の映画『極楽第一座 アチャラカ誕生』、『極楽第一座 アチャラカ大当り』を製作、いずれも東宝が配給している。同2作のプロデューサーである竹井諒は東宝へ、山本紫朗は宝塚映画へといずれも同年中に活動の場所を移している。1958年（昭和33年）には渡辺邦男監督の『アンコールワット物語 美しき哀愁』を製作している。

### 東京映画撮影所
1962年（昭和37年）8月、東京映画が品川区上大崎にあった「東京映画撮影所」を同地に移転した。上大崎の跡地には日本映画新社が入居し、日映新社撮影所となった。移転し、東京映画撮影所に改称した本撮影所は連合映画からのレンタルで、東宝配給の映画を製作した。同社の代表作で東宝の看板番組となった「駅前シリーズ」はシリーズ第5作、久松静児監督の『喜劇・駅前飯店』、「社長シリーズ」はシリーズ第16作、杉江敏男監督の『社長漫遊記』から、本撮影所でセット撮影が行われた。
東京映画製作の映画のセット撮影のほか、レンタルスタジオとしての使用も行なわれ、円谷プロダクション制作のテレビ映画『帰ってきたウルトラマン』（1971年 - 1972年）、『ウルトラマンA』（1972年 - 1973年）、『ウルトラマンタロウ』（1973年 - 1974年）の常設セットも建てられた。
1980年（昭和55年）以降は東京映画は活動を停止しており、その前後に撮影所は更地になり、現在はトヨタ自動車社員寮等の建つ住宅街となった。

## 註
1. ↑  竹井諒、日本映画データベース、2009年10月10日閲覧。
2. ↑  山本紫朗、日本映画データベース、2009年10月10日閲覧。